# 모리토모 학교 비리 사건
모리토모 학교 비리 사건(일본어: 森友学園問題)는 일본의 사립학교 법인인 모리토모 학원이 운영하는 쓰카모토 유치원 유아교육학원의 교육 방침 및 내용과 오사카부 도요나카시에 건립된 미즈호노쿠니 기념 소학원의 설립 인가 및 국유지 매각 과정을 둘러싼 일련의 논란을 말한다. 이 문제에 아베 신조 총리와 측근들이 연관되어 있다는 정황이 나오면서, 2012년 출범 이후 안정 가도를 달려오며 줄곧 40%대 중후반을 유지하던 제2차 아베 정권의 지지율이 20~30%대로 급락하고 위기를 맞이하는 계기가 되었다.
거의 같은 시기에 논란이 된 가케 학원 문제와 함께 '모리가케 문제'라고 불리기도 한다.

## 배경

### 국유지 매각에 이르기까지

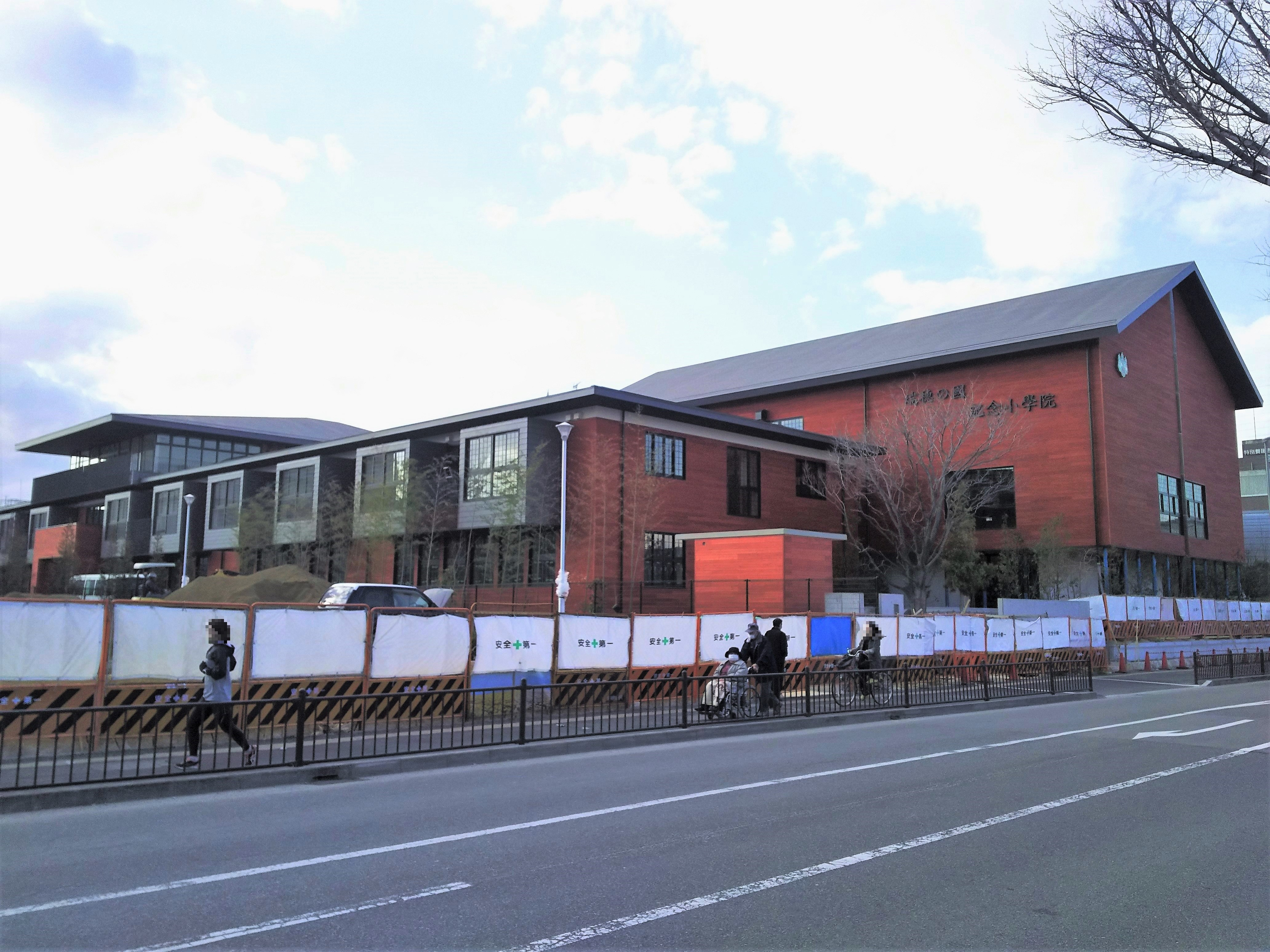
오사카부 도요나카시의 국유지에 건립된 미즈호노쿠니 기념 소학원 본관 및 체육관의 공사 당시 모습 (2017년 3월 10일 촬영)

매각 과정을 두고 논란이 불거진 해당 국유지는 이타미 공항에 인접해 있다는 이유로 1974년 소음대책구역으로 지정된 이후 주민들로부터 토지를 순차적으로 매수했고, 운수성 산하 오사카 지방항공국 소유의 특수 국유지가 되었다. 이후 1989년 소음대책구역에서 해제되면서 1993년 일반 국유지로 전환되었다. 세월이 흘러 2009년, 오사카 지방항공국의 국유지 방문 조사에서 다량의 쓰레기와 폐기물이 발견되었고, 2012년까지 후속 조사를 진행한 결과 토양에서 중금속인 비소와 납이 기준치를 초과하여 검출되고 미세 콘크리트 조각이 다수 발견되는 등 토양 오염이 심각한 것으로 드러났다. 한편 2011년에는 사학법인인 오사카 음악대학이 이 토지를 국가로부터 약 7억 엔의 매매가에 사들이기로 하고 당국과 교섭을 진행했지만, 당국이 내세운 감정가인 약 9억 엔에 못 미치면서 결국 불발되었다.

### 매각 과정
2013년 3월이 되자 재무 관료 출신인 하야시 노부미쓰가 재무성 이재(理財)국장에 임명되었고, 이후 6월부터 일본 정부가 해당 토지에 대한 매각 공모를 실시하였다. 그리고 같은 해 9월 모리토모 학원이 재무성 산하 긴키 지방 재무국에 토지 취득 요망서를 제출하여 임대차 계약 협상이 시작되었다. 당시 긴키 지방재무국장이었던 에다히로 나오키는 훗날 "모리토모 학원에 대해 들어본 적이 없다"며 "담당자 수준에서 논의가 이루어진 게 아닐까 한다"라고 증언했다.
이후 재무성이 발표한 국유재산 유효활용 지침에 따라 2015년 5월 29일, 해당 토지에 대해 모리토모 학원과 국가 간에 매매 계약이 아닌 10년 간의 정기 임차 계약이 체결되었고, 이후 모리토모 학원에 의해 중금속으로 오염된 토양의 개량 작업이 이루어지고 지하에 파묻힌 쓰레기와 폐기물을 밖으로 빼내는 공사가 이루어졌다.
2016년 3월 1일에는 당시 모리토모 학원 이사장이었던 가고이케 야스노리와 재무성 이재(理財)국 국유재산업무과 국유재산심리실장이 만났는데, 이 자리에서 가고이케 이사장은 지하에서 새로운 폐기물이 발견됐다며 당국에서 철거해 줄 것을 요청했고 3월 24일에는 모리토모 학원 대리인의 변호사 명의로 토지 매매 계약 신청이 이루어졌다.
이후 국토교통성 오사카 지방항공국이 재무성 긴키 지방재무국에 '철거를 위한 예산 확보가 어려울 것으로 예상되니 폐기물 처리에 드는 비용을 토지 매매금에서 공제하고, 매매가를 대폭 인하해 학원 측과 매매 계약을 체결하자'는 제안을 하였고, 이에 긴키 지방재무국이 화답하여 3월 30일 모리토모 학원 측에서 처리비 견적을 내기도 전에 당국에서 먼저 폐기물 처리 작업을 진행하는 등 통상적인 절차라고 보기 어려운 이례적 절차가 이어졌다. 이후 당사자인 모리토모 학원을 배제한 채 긴키 지방재무국의 요청에 따라 오사카 지방항공국이 처리비 견적을 냈다.
2016년 4월 6일, 오사카 지방항공국은 모리토모 학원이 요청한 폐기물 처리 비용 등의 항목으로 1억 3176만 엔을 지불했다. 4월 14일에는 오사카 지방항공국이 처리 비용으로 약 8억 2000만 엔이 추가로 필요하다는 견적 보고서를 냈다. 이후 6월 20일, 당국이 정한 방침에 따라 폐기물 처리 비용을 공제한 매매가 1억 3400만 엔에 모리토모 학원과 토지 매매 계약이 체결되었다.
| 항목                                         | 금액               | 비고                                 |       |
| -------------------------------------------- | ------------------ | ------------------------------------ | ----- |
| 부동산 감정 평가액                           | 9억 5600만 엔      | 건물 및 부대 시설을 제외한 순수 지가 | [ 1 ] |
| 지하 매설물 철거 및 처리 비용                | -8억 1974만 1947엔 | 공제                                 | [ 1 ] |
| 토지 개량, 매장물 철거 공사 등에 관한 유익비 | -1억 3176만 엔     | 모리토모 학원 측에 교부              | [ 1 ] |
| 사업 장기화 손실금                           | -300만 엔          | 공제                                 |       |
| (차감 실매매가)                              | 149만 8053엔       |                                      |       |

### 의혹 보도에 이르기까지
2016년 6월, 긴키 지방재무국은 소학교(초등학교) 개설을 계획하고 있던 모리토모 학원에 해당 국유지를 수의 계약으로 매각했다. 시민단체와 도요나카시 의회는 같은 해 9월 긴키 지방재무국에 '정보공개법'에 따라 국유지 매매가를 공개할 것을 요구했지만, 긴키 지방재무국은 "법인(모리토모 학원) 측의 사업에 영향을 줄 수 있다"는 이유로 비공개 처리했다. 이에 2017년 2월 8일, 국가를 상대로 정보 비공개 결정 취소를 요구하는 내용의 제소가 오사카 지방재판소(법원)에 이루어졌다. 다음 날인 2월 9일에는 마이니치 신문이 조간에서 이 문제의 사실관계를 간략하게 보도하는 등 문제는 점차 언론의 관심을 받기 시작했다.

### 아사히 신문의 보도부터 가고이케 이사장의 증인 소환에 이르기까지
2017년 2월 9일, 아사히 신문은 보도에서 재무성 산하 긴키 지방재무국이 모리토모 학원에 매각한 국유지의 매매가가 다른 사례와 달리 예외적으로 비공표되고 있는 것에 주목하며, 같은 지역인 도요나카시에 있는 또다른 국유지의 매매가가 14억 2300만 엔이었다는 점에 미루어 해당 국유지의 매매가(1억 3400만 엔)가 주변 국유지의 10% 정도밖에 안 되는 가격에 매각되었다는 점에 의문을 제기했다. 또 해당 국유지에 대해 과거 다른 사학법인이 7억 엔 전후의 금액으로 매매 교섭을 진행했지만 긴키 지방재무국이 제시한 감정가에 못 미쳐 번번이 매각이 불발된 적이 있다는 점을 강조하며 모리토모 학원 이사장인 가고이케 야스노리가 아베 신조 총리와 가까운 일본회의의 오사카 지역 임원이며 아베 총리의 부인인 아베 아키에가 이 학교의 명예교장이었다고 보도했다. 이에 대해 일본회의 측은 모리토모 학원이 해당 국유지를 매수하기 전인 2011년 1월에 가고이케가 이미 일본회의에서 탈퇴했다고 반박했다.
2월 17일에 열린 중의원 예산위원회에서 아베 신조 총리는 모리토모 학원의 사학 설치 인가나 국유지 매각 문제에 대해 "나와 아내가 관련돼 있다고 한다면 총리도, 국회의원도 그만두겠다"고 말하며 의혹을 전면 부인했고, '아베 신조 기념 소학교(초등학교)' 건립 명목으로 기부금이 모집된 적이 있었다는 지적에는 "처음 알았다"며 "내 생각에 공감하고 따르는 사람들로부터 사학의 이름을 '아베 신조 소학교'로 하고 싶다는 이야기를 전해 들은 적이 있지만 거절했다. 현역 정치인인 이상 내 이름을 사학의 명칭에 넣는 것은 적절하지 않다"고 답변했다. 한편 아베는 "아내로부터 그곳 선생님들의 교육에 대한 열의가 대단하다고 들었다"라고도 말했지만, 쓰카모토 유치원의 교육 내용과 방침이 여론의 비판을 받게 되자 2월 24일에는 "교육자로서 옳지 않다"고 비판하기도 했다.
2월 27일 중의원 예산위원회에서 야당인 민진당은 모리토모 학원의 국유지 취득 문제를 지적하며, 모리토모 학원이 설립한 쓰카모토 유치원에서 원생들에게 "아베 총리 힘내라", "안보법제가 국회를 통과하여 기쁘다"와 같은 정치적 문구부터 "일본을 악인으로 취급하는 중국과 한국이 마음을 고쳐먹고, 거짓된 역사를 가르치지 않기를 바랍니다"와 같이 외교적으로 문제가 될 수 있는 문구까지 말하게 하는 것에 대해 교육기본법 위반의 소지가 있다고 지적했다. 이에 대해 아베는 "원생들이 이런 문구를 말해주기를 바라는 생각은 없으며, 당연히 적절치 않다. 교육에 대해서는 자세히 알고 있지 않다. 소관인 오사카부가 감독할 사항이다"라며 구체적인 답변을 피했다.
3월 1일의 교도 통신 보도 기사에서는 2013년경 '아베 신조 기념 소학교'라는 명칭으로 소학교(초등학교) 설치 인가 요청이 오사카부에 접수되자 정치적 중립성을 이유로 오사카부가 난색을 표한 것으로 알려졌다. 같은 날 자민당 소속인 고노이케 요시타다 참의원 의원은 "2014년 4월경 모리토모 학원의 가고이케 이사장 부부가 '종이에 든 무언가'를 건넸고 "이걸로 부탁합니다"라는 말을 했지만 종이를 받지 않았고 도움도 주지 않았다"고 말하기도 했다.
3월 10일, 모리토모 학원의 가고이케 야스노리 이사장은 쓰카모토 유치원에서 기자회견을 자청하여 모리토모 학원과 관련된 여러 의혹에 대해 반박했다.
3월 16일에 진행된 참의원 예산위원회 현지조사에서 민진당의 후나야마 야스에 의원은 기자들에게 "가고이케 이사장이 아키에 여사를 통해 아베 총리로부터 100만 엔을 받았다고 증언했다"고 말했다. 시기는 "2015년 9월경"이라고 설명했다. 이 발언에 대해 스가 요시히데 관방장관은 이날 오후 기자회견에서 "(아베 총리는) 스스로 기부하지 않았다. 아키에 여사, 의원 사무실 등 제3자를 통해서도 기부하지 않았다"며 가고이케의 증언 내용을 부정했다. 이후 민진당을 비롯한 야당을 중심으로 가고이케 이사장을 공식적으로 국회에 참고인으로 소환하여 심문하자는 주장이 나왔고, 여당인 자민당 역시 여론의 역풍을 맞을 것을 우려해 야당의 참고인 소환 심문 요구를 받아들였다. 다음 날인 3월 17일 중의원과 참의원은 각각 만장일치로 가고이케 이사장의 증인 소환 심문 실시를 가결했다.
3월 18일에는 작가인 스가노 다모쓰가 "아베 신조 총리가 모리토모 학원에 100만 엔을 입금한 기록이 담긴 수령증이 있다"고 기자회견을 통해 밝혔다. 스가노는 기자들 앞에서 직접 가고이케 이사장의 딸에게 전화를 걸어 사건의 경위를 설명하게 했다. 또한 아베 총리가 모리토모 학원에 100만 엔을 전달한 시기는 아베 아키에가 강연회에 참석하기 위해 쓰카모토 유치원에 방문한 2015년 9월 5일이며, 그날은 토요일이라 은행이 영업을 안 하기 때문에 가고이케 이사장이 그 돈을 잠시 금고에 보관했다가 월요일인 9월 7일에 자신의 직원을 시켜 우체국에서 입금 절차를 밟았다고 주장했다. 이날 스가 요시히데 관방장관은 오전 기자회견에서 "아베 총리의 의원 사무실을 통해 아키에 여사에게 확인한 결과 영수증 등의 기록도 없으며 아키에 여사가 개인적으로 기부하는 것도 아니라고 했다"고 밝혔다. 이에 대해 가고이케 이사장의 아들인 가고이케 요시시게는 "아버지가 100만 엔을 받았다는 것은 스가노 다모쓰에 의한 날조이며 아버지는 반정부주의자에 의한 내각 퇴진 운동의 도구로 이용된 피해자이다"라고 자신의 저서에서 밝히기도 했다.

### 오사카부 사립학교 심의회 심사를 둘러싼 논란
모리토모 학원 측은 2011년, 유치원만 소유한 학교법인에서도 소학교(초등학교)를 개설할 때 차입금을 충당하는 것을 허용할 것을 주장하며 사립 소학교 설립 인가 기준 완화를 오사카부에 요청했고, 오사카부는 2012년 4월 인가 기준을 완화했다. 당시 오사카부는 교육 규제 완화를 추진하고 있었고, 이에 대해 오사카부청 사학과는 "전국에 오사카부와 같이 엄격한 요건을 갖춘 도도부현이 거의 없어 합리적이지 않다고 판단했다"고 설명했다. 그러나 모리토모 학원 이외의 다른 학교법인에서는 이러한 요청이 없었고 기준 완화 이후 실제로 소학교 인가 신청이 들어온 곳은 모리토모 학원 문제가 본격적으로 드러나기 시작한 2017년의 시점에서도 모리토모 학원 단 한 곳뿐이었다.
2014년 10월, 모리토모 학원은 소학교 개설 인가를 오사카부에 신청했다. 같은 해 12월 열린 오사카부 사립학교 심의회 정례회에서 모리토모 학원의 소학교(초등학교) 개설 인가 문제가 논의되었지만, 학교 시설 건설 등을 위해 필요한 기초 자산조차 없는 것으로 파악되는 등 모리토모 학원의 재무 상태에 대한 지적이 잇따르면서 심의는 답보 상태에 빠졌다. 2015년 1월 27일에 열린 임시회에서도 "학교가 세워진다 해도 충분한 입학자를 확보할 수 있나?", "이런 허황된 계획으로는 잘 될 거라고 생각되지 않는다"라는 등 심의 위원들의 지적이 잇따랐다. 여기서 한 심의 위원이 "현재 학원의 수지(收支)를 봤을 때 새 학교를 세우면 최악 그 이상의 심각한 상황이 찾아올 것이다. 뭔가 잘못되었을 가능성은 없다고 생각하나?"라는 질문을 하자, 오사카부 당국자는 "학원 측이 제출한 재무제표에 첨부되어 있는 공인회계사로부터 서면으로 설명을 받았고, 결과적으로 학원의 재무 상태가 괜찮다고 판단했다"라고 답변하였다. 한편 오사카부청은 모리토모 학원의 기부금 문제나 학교 입학자 확보 문제, 교육 방침 및 내용 등을 학교 설립 후 추가 보고하는 것을 조건으로 모리토모 학원의 소학교 설립 인가를 승인할 방침을 내리고 '조건부 인가가 적당함'이라는 답신을 심의회에 제출했다.
이후 심의회에서는 오사카부의 사학 설치 인가 기준이 아니었던 임대차 계약을 통한 학교 부지 확보를 전제로 심의가 진행되었고, 이에 모리토모 학원 측은 향후 해당 토지 매입을 전제로 재무성 긴키 지방재무국과 임대차 계약을 맺는다고 설명하여, 오사카부청 사학과는 장기적으로 학교 부지가 모리토모 학원 소유가 된다는 자체 판단을 내렸다. 2017년 3월, 모리토모 학원 문제가 드러나자 2011년 모리토모 학원이 사학 설립 인가 기준 완화를 오사카부에 요청했을 당시 오사카부 지사였던 하시모토 도루 오사카 시장은 트위터에서 "인가 승인이 잘못되었다면, 사학 규제 완화와 함께 사학 설립 심사 체계를 제대로 검토하고 고치지 않았던 나에게 책임이 있다"라고 말하며 "규제 완화와 심사 체계 강화를 동시에 추진했어야 했다. 이건 나의 실수이다"라며 절차상 미비를 인정했다. 한편 2017년 4월 오사카부는 모리토모 학원의 사학 설립 인가 심사 결과에 문제가 없다는 검증 결과를 발표하고 상부에 구체적 정황을 보고하지 않은 것으로 밝혀진 당시 오사카부청 사학과장에게 '엄중 주의'라는 경고 처분을 내렸다.
2017년 3월 3일, 도요나카시를 지역구로 둔 오사카 유신회 소속 나카가와 다카히로 오사카부 의회 의원은 2014년 12월 오사카부가 모리토모 학원의 사학 설립 인가를 보류한 후 마쓰우라 마사토 야마구치현 호후시장의 중개로 모리토모 학원 가고이케 이사장 부부와 만났을 때 소학교(초등학교) 설립 인가에 대한 압력을 받았음을 밝혔다. 이외에도 가고이케 이사장은 2013년 고노이케 요시타다 자민당 참의원 의원의 사무실을 방문해 국유지 확보를 위해 고노이케를 끈질기게 설득했으며, 2014년 11월에는 자민당 소속 전직 오사카부 의회 의원을 통해 아사리 게이이치로 도요나카 시장과 면담하는 등 사학 설립을 위해 지방 정계 인사들과 끊임없이 접촉해 왔다는 사실도 드러났다.

## 가코이케 이사장의 증인 소환
가고이케 야스노리 모리토모 학원 이사장의 국회 증인 소환 심문은 2017년 3월 23일 오전 10시부터 오후 2시경까지 참의원 예산위원회에서, 오후 2시 50분부터는 중의원 예산위원회에서 진행되었다.
참의원에서는 니시다 쇼지 자민당 의원의 질문에 대해 가고이케 이사장이 "예, 그렇습니다. 또 이미 각본은 99% 완성되어 있었고, 그에 따라 배신을 당했다는 생각밖에 들지 않습니다"라고 답변하였고, 배신을 한 게 누구냐는 질문에 대해서는 "오사카부 마쓰이 이치로 지사라고 생각하고 있습니다"라고 증언했다.

(중략)
니시다: 그리고 토지 취득에 대해서는 처음부터 이걸 지을 때에는 토지 취득 관계가 없습니다. 정기 임차권으로 (학교를) 지을 수 있도록 인가를 하고 있는 것이니까요. 땅을 매입하는 이야기는 전혀 뒷이야기인 거죠. 그러니까 이 토지에 대한 이야기, 어떻게 싸졌는가 하는 것은 지금 시간이 부족하기 때문에, 이따가 중의원 심문 때 제 동료인 하나시 의원이 이에 대해 확실히 질문할 것입니다만, 요점은, 즉 문제의 포인트는 처음부터 안 되는 것이 되어 버렸다는 거예요. 그래서 증인이 말씀하신 것처럼 결국 처음에는 협력했다가 시간이 지나서 책임 회피가 일어났다고 생각하게 되는 거잖아요.
위원장 (야마모토 이치타): 니시다 위원, 시간이 끝나가고 있기 때문에.
니시다: 알겠습니다. (가고이케를 향해) 그것만 말씀해주세요.
위원장 (야마모토 이치타): 그럼 마지막으로, 시간이 끝나가고 있으니 가고이케 증인, 짧게 부탁합니다.
가고이케: 예, 그렇습니다. 또 이미 각본은 99% 완성되어 있었고, 그에 따라 배신을 당했다는 생각밖에 들지 않습니다.
니시다: 누가 배신을 했습니까.
가고이케: 오사카부 마쓰이 이치로 지사라고 생각하고 있습니다.
니시다: 이상입니다.

한편 "누가 먼저 협력하자고 했습니까?"라고 질문한 아사다 히토시 일본유신회 의원에게는 "협력하자고 한 것은 저입니다만"이라고 대답했다.

(중략)
아사다: 우선 증인은 오사카부에 속았다고 말씀하고 계십니다만, 오사카부의 누구에게 무엇을 속았다고 생각하고 계십니까.
가고이케: 설치 인가를 승인하는 것이 적당하다고 해서 진행되었던 것이 도중에 뒤집힌다는 것은 행정 당국의 지시, 그리고 톱(최고책임자) 되시는 분의 어떠한 제안이 없었다면 이렇게 되지는 않았을 것이라고 생각하고 있습니다.
아사다: 뭐, 자세한 이름은 나오지 않았습니다. 그런데 지금까지 중간에 알선은 없었다고 하셨는데, 이게 지금 배신을 당했다는 지금의 발언과 모순되는 측면이 있습니다. 배신을 한 것이 오사카부의 톱, 즉 부(府)지사라고 지금 발언하셨는데, 그럼 누가 먼저 협력하자고 했습니까?
가고이케: 협력하자고 한 것은 저입니다만.
아사다: 증인이 먼저 협력을 제안했다는 말이군요. 톱의 실명을 좀 언급하겠습니다만, 증인은 마쓰이 이치로, 오사카부 지사 마쓰이 이치로를 만난 적이 있습니까?
가고이케: 지사님을 직접 일대일로 뵌 적은 없습니다.

자유당의 야마모토 다로 의원은 아베 신조 총리의 부인인 아베 아키에의 기부금 증여 문제 등을 지적했다.

야마모토: 가고이케 이사장께 여쭙겠습니다. 현금 100만 엔의 기부금을 아베 아키에 여사로부터 직접 받았다고 말씀하셨습니다. 그때 아베 아키에 여사께서 "혼자 하게 해서 미안하다"는 말씀을 하셨다고 하셨습니다. 여기에는 "혼자서 이런 학교 만들기 힘들 텐데, (학교 설립을) 맡겨서 미안하다"라는 의미가 담겨있다고 생각합니다. 이 말, 몹시 노력하고 있던 사람에게 이런 말을 던졌을 때 들은 사람은 몹시 감동할 거라고 생각하는데요. 보답한다고 할까요. 근데 역시 이런 말을 주고받을 수 있다는 건 '역시 동지뿐'이라는 인식이 없으면 아마 이런 말이 나오지 않을 것 같습니다. 그 말을 들었을 때, "혼자 하게 해서 미안해요"라는 말을 들었을 때 가고이케 이사장은 어떻게 생각하셨습니까.
가고이케: 매우 기뻤고, '이제 상황이 나아지겠구나'라는 생각이 들었습니다.
야마모토: 아베 아키에 여사께서 학교 설립을 응원해 주시고 나아가 명예교장까지 맡아 주셨다고 하던데요. 이건 정말 (모리토모) 학원 직원들도 사기가 높아질 만한 일인데요. 이런 상황들이, 입학을 검토하는 학부모님들을 포함해 사회적으로도 그렇고, 여러 부분에서 대중적으로도 (모리토모 학원의) 신용도 향상으로 이어졌다고 생각하십니까?
가고이케: 확실히 그 부분은 컸다고 생각합니다.
야마모토: 이사장님의 이전 말씀들 중에서 '갑자기 신의 계시가 내려와 국유지를 손에 넣을 수 있었다'라는 취지의 발언이 있었던 것 같은데요. 그래서 어떤 신의 계시가 있었습니까?
가고이케: 지지부진했던 정기 임차권 협상 때까지는 일의 진행이 답보 수준이었습니다만, 그 이후에는 매우 속도감을 가지고 일이 진행되어 나갔다는 점에서 '신의 계시가 내려왔다'라는 표현을 한 것입니다.
야마모토: '신의 계시'가 내리게 된 계기가 뭐라고 생각하십니까?
가고이케: 그때, 그 장소, 타이밍을 봤을 때 아마 하늘이 우리를 도운 것이겠지요. 그럴 수 있는 것이라고 생각합니다.
야마모토: 감사합니다. 가고이케 이사장님의 교육 방침에 대해서는 여러 가지 의견과 비판이 있습니다. 그 중에서 시정해야 할 점, 개선의 필요가 있다면 문부과학성이나 오사카부가 확실히 해야 할 일이기 때문에 저는 여기서 그것에 대해서는 말씀드리지 않겠습니다. 가고이케 이사장께서는 자신이 생각하는 최고의 교육을 실현하기 위해서, 진정한 애국자를 육성하는 기분으로 소학교(초등학교) 설립을 목표로 하셨다고 하는데요. 조금이라도 해결의 실마리가 잡히면 동쪽으로 서쪽으로 뛰어다니며 어떻게든 학교를 만들어 달라고 여러 사람들에게 머리를 조아렸다. 몸이 가루가 되도록 활동하셨을 거라고 생각합니다. 그 결과가 드디어 결실을 맺게 되었고, 얼마 지나지 않아 개교할 수 있었지만 현재는 절망적인 상황에 처해 있다고 생각합니다. 이사장님, 이 부분은 짧게 대답해 주셨으면 합니다만, 이대로 가면 본인이 짊어질 부채, 얼마나 될 것 같습니까?
가고이케: 글쎄요, 17~18억 정도 될까요? 이제 큰일 났구나 하는 생각이 듭니다. 이제 개교하는 것과 안 하는 것은 이미 하늘과 땅 차이가 되어 버렸습니다.
야마모토: 터무니없는 액수네요. "훌륭한 교육 방침이다", "힘내라 가고이케", "가고이케 힘내라"고 응원해 놓고, 끝까지 함께할 거라고 해 놓고는, 바람의 방향(분위기)이 바뀌자 일제히 시치미 떼고는 "모른다"며 배신하고. 결국 학교는 절망적인 상태가 되고 고액의 부채, 모두 이사장님이 떠안을 가능성이 높아졌네요? 이사장님이 배신을 당했다고 강하게 느끼시는, 분노를 느낀 정치인 단 3명이라도 괜찮습니다. 몇 명이라도 괜찮습니다. 대답해 주시겠습니까?
가고이케: 오사카부 지사입니다.
야마모토: 오사카부 지사 이외에 배신을 당했다고 강하게 느끼시는 분 계십니까?
가고이케: (재차) 오사카부 지사입니다.
위원장 (야마모토 이치타): 시간이 다 돼가니까 마지막으로 한 마디만.
야마모토: 예, 머지않아 예산안이 자동 성립될 참의원이지만 부디 자동 성립 직전까지, 그리고 그 후에도 가고이케 이사장께서 증인 소환 심문에 나와주신 것을 계기로 한 가지 분명히 합니다만, (모리토모 학원 문제에 대한) 추궁은 아직 시작도 안 했고, 지금부터 해야할 일은 진상 규명이라는 것을……
위원장 (야마모토 이치타): 정리해 주십시오. 시간이 정말 다 됐으니.
야마모토: 꼭 (진상 규명이) 이뤄졌으면 합니다. 감사합니다.

이후 중의원에서 진행된 심문에서 일본유신회 소속 시모지 미키오 의원은 "마쓰이 지사가 배신한 것이 아니라, 마쓰이 지사는 당신이 학교를 할 수 있도록 도움을 주었는데 그 도움을 날려먹은 것이 증인인 겁니다. 배신을 한 게 아닙니다. 이에 대한 인식을 확실히 해야 한다는 점을 말씀드린다"며 가고이케 이사장을 비난했다. 시모지의 이 발언에 대해 다음 날 다시 열린 참의원 예산위원회에서 니시다 쇼지 의원은 "시모지 의원이 '마쓰이 지사는 도움을 주었다'라고 했지만, 이 문제는 도움을 주어서는 안 되는 사안이다. 어설프게 '조건부 인가' 결정이 내려지는 바람에, 지금의 소동이 생긴 것 아니겠나"라며 "사립학교 심의회의 인가 문제는 오사카부 쪽에서 제대로 논의해 주었으면 한다"라고 말하며 오사카부의 대응에 대해서도 비판적 입장을 보였다.
가고이케 이사장은 이 가운데 국유지 취득에 관해서는 고노이케 요시타다 외에 자민당 소속의 다른 참의원 의원에게도 모종의 압력을 넣은 바가 있다고 말했다. 또 소학교(초등학교) 설립 인가 기준 완화에 대해서는 일본유신회 의원들과 접촉하여 설득하고 오사카부 의회 쪽 인사를 통해 마쓰이 이치로 오사카부 지사를 비롯한 다른 정치인들의 동향을 파악했다고 설명했다. 그러나 당사자들은 압력을 받은 것을 부정했다.

## 긴키 지방재무국의 상황

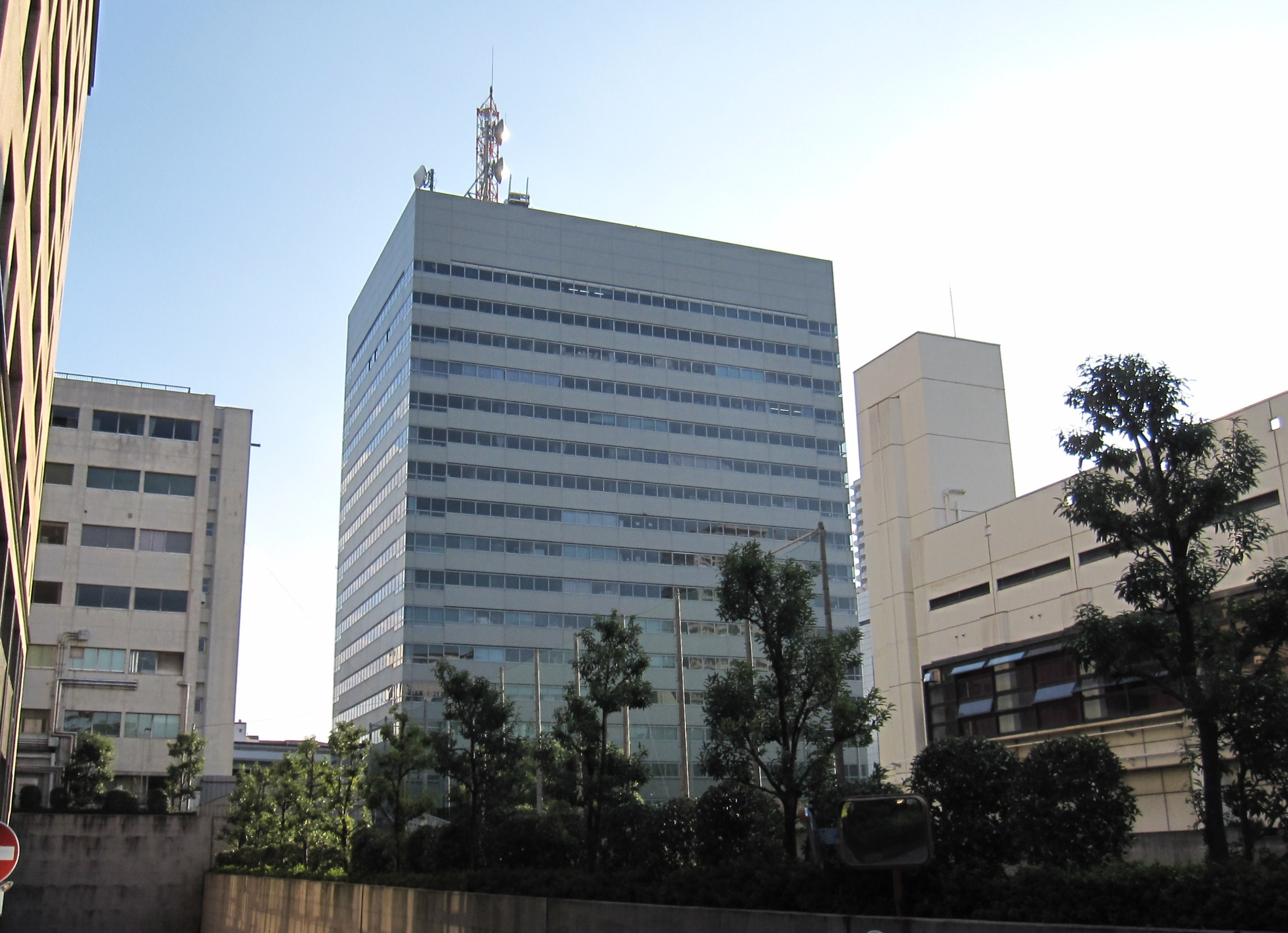
재무성 긴키 지방재무국과 국토교통성 오사카 지방항공국이 입주하고 있는 오사카 합동청사 4호관의 모습

모리토모 학원으로의 국유지 매각과 관련해 긴키 지방재무국은 2013년부터 2015년까지 오사카부청 사학·대학과(현 오사카부 교육청 사학과)를 총 5번 방문하여 사학 설립 인가 심의 상황을 확인했다. 2015년 1월 8일에는 오사카부청의 담당자가 긴키 지방재무국에 "언제 답신을 줄 수 있을지 모른다"라는 보고를 했고, 이에 대해 긴키 지방재무국 측은 "사학 심의회가 결론을 내리는 시기 정도는 오사카부에서 통제할 수 있는 일 아닌가"라고 재차 오사카부청에 답신했다고 알려져 있다.
또 긴키 지방재무국이 2014년 12월경 모리토모 학원 가고이케 야스노리 이사장에게 A4 용지 3쪽 분량의 '향후 절차에 대하여(설명자료)'를 전달하고, '10년간의 정기 임대차 계약을 맺고 난 뒤 정식 매매 계약으로 이행할 때까지 필요한 신청 서류와 순서', '이후 (부동산) 감정액보다 약 8억 엔 낮은 금액으로 매매 계약을 맺는 근거가 되는 지하 매설물의 취급', '(긴키 지방재무국) 국장에게 보내는 요망 서한' 등의 문서 초안을 작성했다는 언론 보도가 나오기도 했다. 이에 대해 2017년 4월 25일 중의원 재무금융위원회에서 일본공산당 소속 미야모토 다케시 의원은 "부동산 중개업소를 보는 것 같다. 재무성이 적극적으로 매각 절차에 개입했다고 볼 수밖에 없다"며 재무성을 비판하였고, 이에 사가와 노부히사 재무성 이재(理財)국장은 "통상적인 국유지 매각 과정과는 다르게 꽤 복잡했기 때문에, 국유지 취득 요구가 나온 이후의 매각 과정도 감안하여 상대방에게 설명했다"라고 답변했다.
한편 긴키 지방재무국은 해당 국유지에 묻혀 있던 폐기물의 처리 비용과 관련해 국토교통성 오사카 지방항공국과 조정 절차를 거쳐 대상 면적 5,190m2, 오염된 토양의 깊이를 철골 기둥이 있는 곳은 지하 9.9m까지, 그 외는 3.8m까지로 추산하고, 해당 구역의 토양 면적 대비 폐기물이 차지하는 비율, 즉 혼입율을 47.1%, 폐기물의 양을 19,500톤으로 추산하여 총 폐기물 처리 비용으로 8억 1,900만 엔이 든다는 견적을 냈다. 한편 가고이케 야스노리 이사장은 2017년 5월 16일 민진당의 요구로 열린 국회 청문회에서 자신의 변호사와 설계업자가 주고받은 이메일 내용을 제시하였고, 여기에는 "지하 약 3m 이상에는 폐기물이 없다"라는 내용이 있었다.
2016년 4월에는 모리토모 학원으로의 국유지 매각과 관련해 해당 국유지의 부동산 감정 과정에서 당초 책정된 폐기물 처리 비용 8억 1900만 엔에 더해 지하 30~40m 정도까지 철골 기둥을 박아야 하는, 즉 고층 건물 건설을 가정한 연약 지반 개선 비용으로 약 5억 엔이 더 필요하다는 긴키 지방재무국 측의 주장이 나왔으나, 해당 국유지의 부동산 감정을 진행한 감정사가 "저층 건물 건설을 전제로 매각을 진행하는 것인데, 거기(연약 지반 개선 비용)까지 고려해야 할 필요는 없다"며 거절했다고 알려진다.
2016년 6월 재무성과 모리토모 학원 간에 체결된 토지 매매 협상 과정 기록에 대해 사가와 노부히사 재무성 이재(理財)국장은 2017년 2월 24일 중의원 예산위원회에 출석하여 "매매 계약 체결로 사안은 종결됐다. 기록은 신속히 폐기했다"라고 답변했다. 문서 폐기 과정에 대해서는 2017년 5월 15일, 변호사 및 시민단체가 '공용문서훼손죄'에 해당한다는 이유로 당시 재무성 간부 7명을 도쿄 지방재판소(법원)에 형사고소하고, 한 달 뒤인 6월에는 효고현 고베시의 한 대학 교수가 삭제된 컴퓨터 데이터의 복원을 요구하는 가처분 신청을 오사카 지방재판소(법원)에 냈다.

## 오사카부 의회의 추궁
국회 증인 소환 심문에 증인으로 출석하여 발언한 모리토모 학원 가고이케 야스노리 이사장이 "책임을 회피했다"라고 말하며 그 대상으로 지목한 마쓰이 이치로 오사카부 지사(당시)는 여론의 비판이 쏟아지자 2017년 3월 24일 자민당 오사카부 의회 의원단이 요구한 백조위원회(百條委員會) 설치 요구에 대해 찬성 입장을 표명했지만, 4월이 되자 "사안의 전말이 보이기 시작했다"며 태도를 정반대로 바꾸어 백조위원회 설치에 반대하면서 결과적으로 백조위원회 설치 동의안은 오사카부 의회에서 오사카 유신회와 공명당의 반대로 2번 연속 부결되었다.
이후 2017년 7월 10일 오사카부 의회가 가고이케 이사장을 본회의에 참고인으로 소환하였고, 이 자리에서 가고이케는 유력 정치인에게 사학 설립 인가에 대한 협력을 부탁했다는 것을 다시 한번 언급했지만 자신이 연루된 보조금 부정 수급 의혹이나 오사카부 사립학교 심의회에 모리토모 학원의 재무 상태를 위조하여 보고한 혐의에 대해서는 구체적인 답변을 피했다.
오사카부청이 '조건부 인가가 적당함'이라는 답신을 사학 심의회에 제출한 것에 대해 가고이케가 "책임을 회피했다"며 오사카부 당국을 비판하여 여론이 안 좋아지자, 7월 27일 오사카부는 '조건부 인가가 적당함'이라는 표현을 '계속 심의해야 함'으로 수정하는 등의 내용을 포함한 새 사립학교 설립 인가 기준을 확정하고 개정안을 사학 심의회에 보고했다.
2018년 4월 17일, 오사카부 교육청은 모리토모 학원의 사립 소학교(초등학교) 설립 인가에 관한 신청 서류 등을 법률상 정보 공개 원칙에 따라 공개했다.

## 공문서 위조 문제

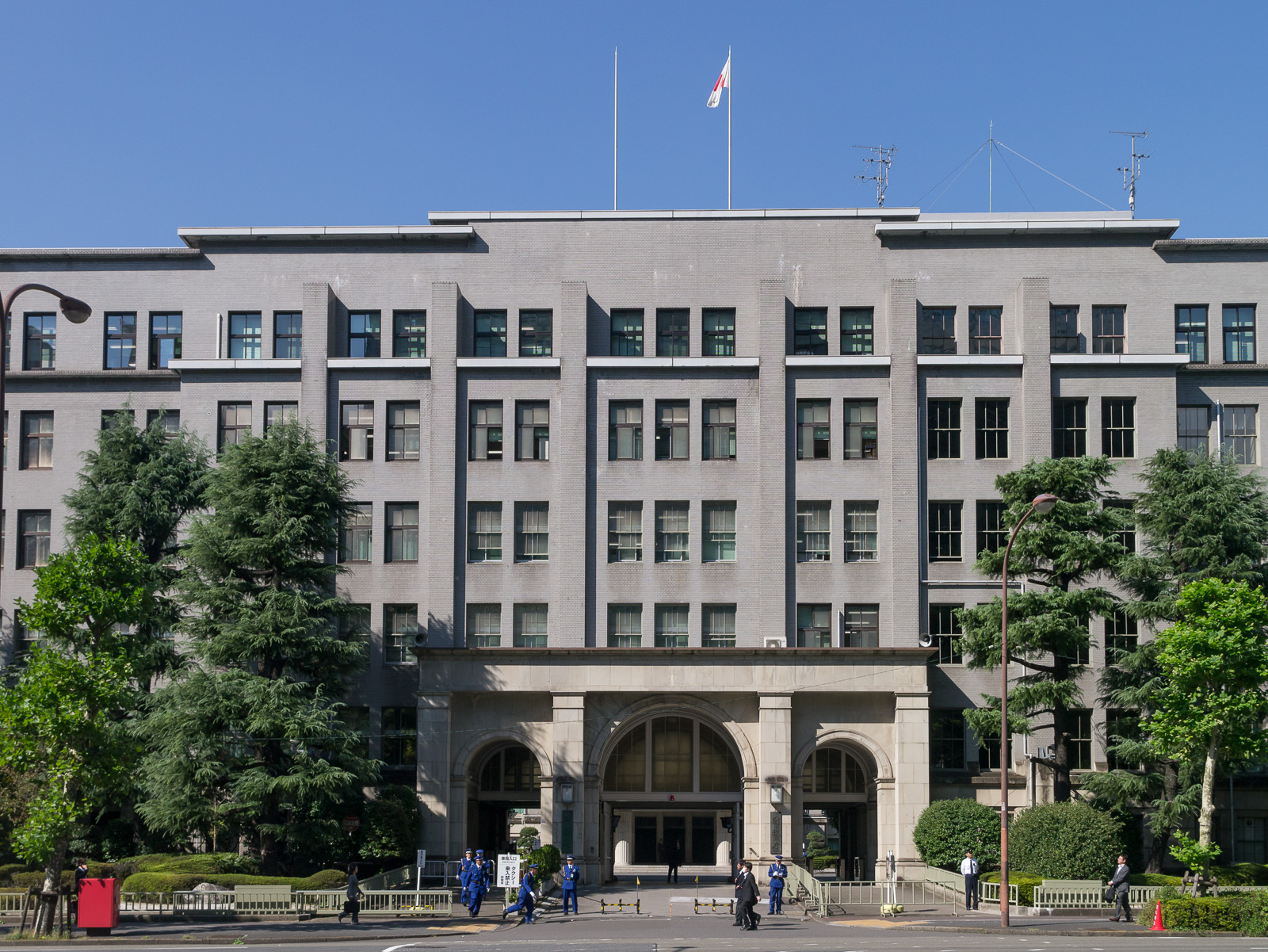
도쿄도 지요다구 가스미가세키에 위치한 재무성 청사 (2012년 11월 촬영)

2018년 3월 2일, 아사히 신문은 조간에서 재무성이 작성한 토지 거래 결재 문서가 토지 매매 계약 당시의 문서 및 국회의원 등에게 공개된 문서와 내용이 다르다는 사실을 1면 머리기사로 전하면서, "모리토모 학원 측과의 매매 협상 내용을 기재하거나 특례를 규정한 내용이 문서 여러 곳에서 사라지거나 바뀌었다"며 "모리토모 학원 문제가 드러난 2017년 3월경에 문서가 수정되었을 가능성이 있다"고 보도했다.
3월 5일에는 다바타 히로시 국토교통성 심의관(차관급)이 스기타 가즈히로 내각관방 부(副)장관에게 모리토모 학원 문제와 관련해 공문서가 조작된 혐의가 있다고 보고하였고, 조작 전의 문서 사본이 재무성에 제출되었다. 이에 따라 스기타 내각관방 부(副)장관은 야노 고지 재무성 대신관방장(大臣官房長)을 철저히 조사하라는 지시를 내렸고, 관련된 지시가 재무성 이재(理財)국에 전달되었다.
3월 9일에는 사가와 노부히사 국세청 장관에게 3개월간 20% 감봉이라는 징계 처분이 내려졌고 이날 사가와는 사임 의사를 표명했다.
3월 12일에 끝난 재무성 자체 조사 결과 문서 조작이 사실로 드러나 결과가 국회에 보고되었다. 아소 다로 재무대신은 언론에 "이재(理財)국의 일부 직원이 고쳐 쓴 것이며, 최종 책임자는 당시 이재국장이었던 사가와 전 국세청 장관이다"라고 설명했다. 문서에서는 히라누마 다케오, 하토야마 구니오 등 자민당 국회의원의 비서가 "긴키 지방재무국이 모리토모 학원에 제시한 예상 대출 금액이 고액인데, 어떻게든 방법이 있겠는가?" 등의 문의를 한 것과 가고이케 야스노리 이사장이 회원으로 있던 일본회의에 대한 설명 및 아베 아키에, 히라누마 다케오, 나카야마 나리아키, 일본유신회 소속 여성 국회의원 일부 등이 모리토모 학원에 방문했다는 내용이 삭제된 것으로 드러났다.
2018년 3월 16일에는 자민당 내에서 '재무성 공문서 위조 조사 프로젝트 팀(PT)'이 출범했다. 총 11명의 자민당 국회의원을 구성원으로 하는 이 팀은 출범과 함께 도야마 가즈나리 재무성 이재(理財)국 차장으로부터 의견을 들으며 활동을 시작했다.
중의원 예산위원회에서 오타 미쓰루 재무성 이재국장이 "사가와 노부히사 전 국장이 문서 조작에 크게 관여했다"는 취지의 답변을 한 것을 계기로 3월 20일 니카이 도시히로 자민당 간사장, 모리야마 히로시 자민당 국회대책위원장, 이노우에 요시히사 공명당 간사장, 오구치 요시노리 공명당 국회대책위원장 사이에 간사장·국회대책위원장 회담이 열렸고, 여기서 이노우에 공명당 간사장이 사가와 노부히사 전 국장의 증인 소환 심문 실시를 제안했고, 이에 모두 찬성 의사를 밝히면서 증인 소환이 결정되었다. 그러나 아베 신조 총리의 부인인 아키에 여사를 증인으로 소환하는 것에 대해서는 "필요없다"는 의견이 오간 것으로 전해졌다. 한편 이 회담에서 민진당 등 야당이 요구해 온 아소 다로 재무대신의 경질 또는 자진 사퇴에 대해서는 언급조차 되지 않았다.
이후 재무성 조사가 계속되던 4월 18일에는 후쿠다 준이치 재무성 사무차관이 "아소 재무상에게 책임을 다하기 어렵게 됐다"며 사의를 표명했고, 이에 따라 야노 고지 대신관방장(大臣官房長)이 사무차관 대행을 맡게 되었다.

### 조작된 문서에 대한 감사
2017년 3월 6일, 참의원은 국회법 제105조에 따라 회계검사원에 모리토모 학원으로의 국유지 매각 과정에 대한 감사를 요청했다. 같은 해 11월 22일 회계검사원은 국유지 매각 과정에서 정부의 신중한 검토가 결여되어 있었다는 감사 결과를 발표했다. 이후 2018년 3월 20일, 회계검사원은 재무성이 작성한 14개 문서가 모두 조작되었음을 최종 확인하고 제출 자료의 신빙성을 확인하지 않은 것에 대해 사과했다. 문서 조작 이유로는 국회 상임위원회에서 의원들 사이에 모리토모 학원 문제가 쟁점화되는 가운데 재무성 직원들이 연일 계속되는 국회의 자료 설명 및 제출 요구에 정신적 스트레스를 받고 있었고, 이에 국회의원들의 질문이나 공방으로 이어질 수 있는 자료를 최대한 줄이기 위해 민감한 부분을 삭제한 것으로 밝혀졌다고 설명했다.

### 긴키 지방재무국 직원의 공무상 재해 인정
2018년 3월 7일, 긴키 지방재무국의 한 남성 직원이 결재 문서 조작을 강요당했다는 메모를 남기고 자택에서 자살했고, 긴키 지방재무국은 이 직원에 대해 공무상 재해를 인정했다.

### 긴키 지방재무국 직원 유족의 제소
2020년 3월, 스스로 목숨을 끊은 긴키 지방재무국 직원 아카기 도시오의 아내가 국가와 사가와 노부히사 전 재무성 이재(理財)국장을 상대로 소송을 제기했다. 이 직원의 유서가 공개됐는데, 유서에서 직원은 "작년(2017년) 2월부터 7월까지 6개월간 지금까지 경험한 적 없는 이례적인 사안을 맡아 연일 심야 잔업과 휴일 출근을 하게 되었고, 그 결과 강한 스트레스가 축적되어 심신에 지장이 발생하여 2017년 7월부터 병가(휴직)를 내게 되었다. 지금까지 경험한 적 없는 이례적인 사안이란, 지금도 세상을 떠들석하게 하고 있는 '모리토모 학원 문제'이다"라고 밝혔다.

## 검찰 수사 및 재판
모리토모 학원 문제가 본격적으로 드러나기 시작하고 여러 변호사 및 시민단체의 고발이 접수된 2017년 여름경부터 정식 수사에 착수한 검찰은 오사카 지방검찰청 특별수사부(특수부)를 중심으로 수사를 진행해 나갔다. 이 과정에서 재무성이 작성한 공문서를 위조한 혐의를 받고 있던 사가와 노부히사 전 재무성 이재(理財)국장과 다른 재무성 직원들, 그리고 모리토모 학원으로의 국유지 부당 매각 문제와 관련해 가고이케 야스노리 이사장과 그의 아내 등을 줄줄이 소환 조사했고 그 결과 2017년 7월 31일 모리토모 학원 가고이케 이사장 부부가 구속 기소되었다. 그러나 부인인 아베 아키에를 통해 모리토모 학원에 부적절한 기부금을 증여한 의혹을 받던 아베 신조 총리를 비롯해 총리대신 관저에 대한 수사까지는 이뤄지지 못했다.
2018년 5월 31일, 오사카 지검 특수부는 사가와 노부히사 전 재무성 이재국장, 재무성 직원 등 총 38명을 불기소 처분했다. 모두 혐의 없음 또는 증거 불충분으로 결론이 났다. 오사카 지검 특수부는 고베 가쿠인 대학 교수인 가미와키 히로시로부터 결재 문서를 조작하는 등 공문서를 위조한 혐의, 국유지 부당 매각(배임죄) 혐의 등 총 6개의 고발 사항을 접수하고 수사를 진행했지만, 사가와 전 이재국장 등에 대해 형사 책임은 물을 수 없다고 판단, 최종 불기소 처분했다고 밝혔다.
그러나 2019년 3월 15일, 오사카 제1검찰심사회가 불기소 처분을 받은 사가와 전 이재국장과 재무성 직원 10명에 대해 '불기소 부당' 결정을 내리면서 검찰이 재수사를 실시하게 되었다. 8월 9일, 오사카 지검 특수부는 재무성 직원 10명에 대해 재차 불기소 처분했다. 그러나 이전에 검찰심사회가 내린 결론이 '기소 필요'가 아닌 '불기소 부당'이었기 때문에, 검찰의 재차 불기소 결정에 대해 검찰심사회가 강제 기소를 할 수 없게 되었고 결국 이들에 대한 수사는 종결되었다.
한편 가고이케 이사장 부부에 대한 재판 절차는 2019년 초부터 시작되었다. 2019년 3월 6일 오사카 지방재판소(법원)에서 열린 첫 공판에서 가고이케 이사장 부부는 기소 내용 대부분에 대해 무죄를 주장했다. 이후 10월 30일 검찰은 가고이케 야스노리 이사장에게 징역 7년을 구형했고, 2020년 2월 19일 오사카 지방재판소(법원)는 징역 5년의 실형을 선고했다. 가고이케 이사장의 부인인 가고이케 준코에 대해서는 징역 3년(집행유예 5년)을 선고했다. 한편 구속 기간 만료로 2월 21일 보석으로 풀려난 가고이케는 즉각 항소의 뜻을 밝혔다.

### 수사 정보 유출 논란
2018년 4월 4일, 야당 계열 회파(교섭단체)인 '무소속의 모임' 소속 에다 겐지 중의원 의원이 자신의 트위터를 통해 NHK가 '재무성이 모리토모 학원 측에 말맞추기를 요구한 혐의'라는 보도를 한 것과 관련해 "오사카 지검의 여성 특수부장을 통해 수사 정보가 자꾸 유출되고 있다"며 오사카 지방검찰청의 수사 정보 유출 가능성을 제기하면서 정치권의 공방을 불렀다. 여기서 '오사카 지검의 여성 특수부장'은 2015년 10월 오사카 지검 특수부에서 사상 최초로 여성 특수부장으로 취임한 야마모토 마치코를 지칭한 것으로 여겨지고 있다. 야마모토 부장은 2017년부터 모리토모 학원 문제의 수사를 지휘했고, 2017년 7월 모리토모 학원 가고이케 이사장 부부가 구속되는 데 결정적 역할을 한 인물이다.

## 관련 인물
- 가고이케 야스노리 (모리토모 학원 이사장)
- 아베 신조 (내각총리대신)
- 아베 아키에 (아베 신조 총리의 부인)
- 아소 다로 (재무대신)
- 사토 신이치 (재무성의 공문서 위조 당시 재무성 사무차관)
- 후쿠다 준이치 (검찰 수사 당시 재무성 사무차관)
- 오카모토 시게아키 (재무성의 공문서 위조 당시 재무성 대신관방장(大臣官房長))
- 야노 고지 (검찰 수사 당시 재무성 대신관방장(大臣官房長))
- 하야시 노부미쓰 (국유지 임대차 계약 협상 시작 당시 재무성 이재(理財)국장)
- 나카하라 히로시 (국유지 임대차 계약 체결 당시 재무성 이재(理財)국장)
- 사코타 히데노리 (국유지 매매 계약 협상 시작 당시 재무성 이재(理財)국장)
- 사가와 노부히사 (재무성의 공문서 위조 당시 재무성 이재(理財)국장)
- 오타 미쓰루 (검찰 수사 당시 재무성 이재(理財)국장)
- 이즈카 아쓰시 (국유지 임대차 계약 체결 당시 이재(理財)국 차장)
- 나카오 무쓰미 (재무성의 공문서 위조 당시 이재(理財)국 차장)
- 다케우치 요시키 (국유지 매매 계약 협상 시작 당시 긴키 지방재무국장)
- 미나미 요시토 (검찰 수사 당시 긴키 지방재무국장)
- 에비나 구니하루 (검찰 수사 당시 국토교통성 항공국장)
- 우네모토 쓰요시 (검찰 수사 당시 오사카 지방검찰청 차석검사)
- 야마모토 마치코 (검찰 수사 당시 오사카 지방검찰청 특별수사부장, 모리토모 학원 문제 수사 책임자)
- 고지야마 겐스케 (재무성 감사 당시 회계검사원 사무총국 차장)
- 마쓰이 이치로 (모리토모 학원의 사립 소학교(초등학교) 설립 허가 신청 당시 오사카부 지사)
- 가지타 에이이치 (모리토모 학원의 사립 소학교(초등학교) 설립 허가 신청 당시 오사카부 사립학교 심의회 회장)

## 참고 문헌
- 참의원 (2017년 3월 23일). “제193회 국회 참의원 예산위원회 회의록 제15호” (PDF). 2017년 8월 9일에 원본 문서 (PDF)에서 보존된 문서. 2020년 11월 15일에 확인함.
- 중의원 (2017년 3월 23일). “제193회 국회 중의원 예산위원회 회의록 제18호” (PDF). 2017년 4월 8일에 원본 문서 (PDF)에서 보존된 문서. 2020년 11월 15일에 확인함.

## 같이 보기
- 가케 학원 문제